# 南方鐵路

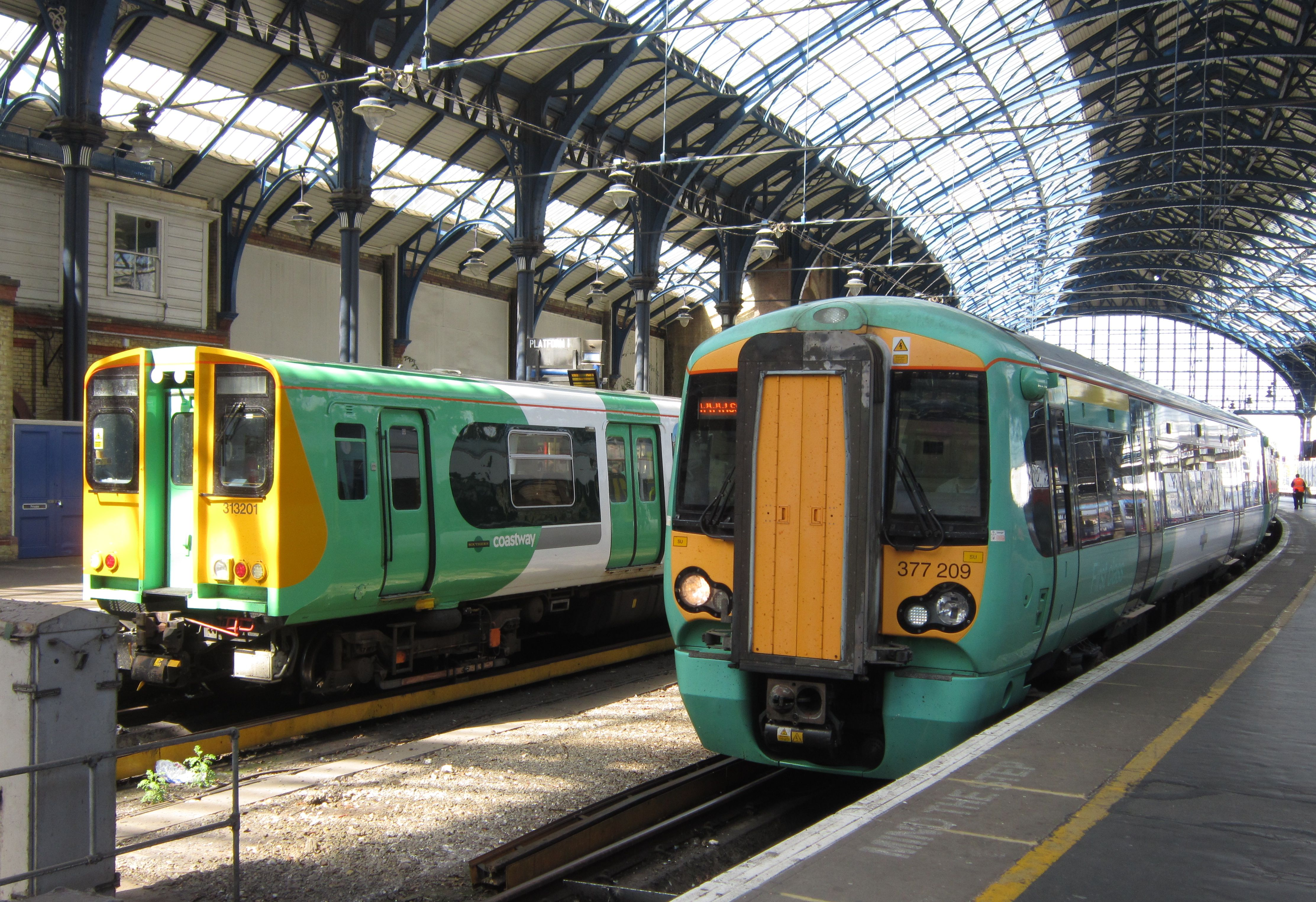
南方鐵路公司的列車

南方鐵路（英語：Southern）是英國的一家鐵路客運公司。南方鐵路在1996年獲得鐵路客運的專營權，現在其的路線網包括了自倫敦出發，前往英格蘭東南部和倫敦西北的鐵路線路。南方鐵路提供的客運服務列車的主要目的地包括了布賴頓、朴茨茅斯和伊斯特本等城市。

## 外部連結
- Information about Southern on National Rail Enquiries （页面存档备份，存于）
- A Map of Southern's Routes （页面存档备份，存于）